# 342
Правління синів Костянтина Великого у Римській імперії. Імперія розділена на Східну Римську імперію, де править Констанцій II, і Західну Римську імперію, де править Констант. У Китаї правління династії Цзінь. В Індії починається період імперії Гуптів. В Японії триває період Ямато. У Персії править династія Сассанідів.
На території лісостепової України Черняхівська культура. У Північному Причорномор'ї готи й сармати.

## Події
- Консули імператор Констанцій II (утретє) і імператор Констант I (удруге).
- Великий землетрус на Кіпрі
- 342—346 — Єпископ Константинополя Македоній I (+364).
- 342—344 — Єпископ Антіохії Стефан I.
- Муюни розгромили Корею.
- У Константинополі збудовано перший Софійський собор, який потім згорів.

## Померли
- Святий Павло Фівейський